# Skevagrundkroken
Skevagrundkroken är en sjö i Umeå kommun i Västerbotten och ingår i Dalkarlsån-Sävaråns kustområde. Sjön har en area på 0,046 kvadratkilometer och ligger 0 meter över havet. Skevagrundkroken ligger i Holmöarna Natura 2000-område.

## Delavrinningsområde
Skevagrundkroken ingår i det delavrinningsområde (706463-174629) som SMHI kallar för Rinner till N n Kvarkens kustvatten. Medelhöjden är 2 meter över havet och ytan är 1,14 kvadratkilometer. Det finns inga avrinningsområden uppströms utan avrinningsområdet är högsta punkten. Avrinningsområdets utflöde mynnar i havet, utan att ha någon enskild mynningsplats.